# Земовит (князь полян)
Земовит (пол. Siemowit) — полулегендарный князь полян, известный из хроники Галла Анонима.

## Биография
Старший сын колесника Пяста и Жепихи, отец князя Лешека. Земовит был избран на княжение вечем полян после того, как его отец Пяст отказался занять место князя Попела II, заеденного по легенде мышами. Первым достоверно известным польским князем является правнук Земовита Мешко.
Хроника Галла Анонима не содержит подробностей о жизни Земовита. Со слов хрониста, он «мужал и с каждым днём выказывал своё благородство до такой степени, что Царь царей и Князь князей [то есть Бог] ко всеобщей радости назначил его князем Польши». Став князем, Земовит, пренебрегая забавами, прославился своим благородством и расширил границы княжества дальше, чем кто-либо до него.
Традиционно имя князя произносится как Земовит, в то время как лингвистические исследования считают это имя производным от славянского слова «семья». Соответственно имя князя более правильно было бы произносить как Семовит.

## Историчность
Вопрос об историчности Земовита встал только в конце XIX века, до этого реальность его существования не подвергалось сомнению. С конца 1960-х годов рассказ Галла Анонима о предках Мешко I большинством исследователей признаётся подлинным. В случае, если Земовит действительно существовал, годы его жизни должны припадать примерно на 845—900 годы, приход к власти в качестве князя полян относят ко второй половине IX века. Место смерти и захоронения князя неизвестно.
В историографии существует достаточно обширная дискуссия по поводу историчности Земовита, Лешека и Земомысла. В пользу реальности существования Земовита высказывались Генрик Ловмянский, Герард Лябуда и Казимир Ясиньский. В своей монографии «Родословная первых Пястов» Казимир Ясиньский писал:

«Повествование Галла о Пястах периода до Мешко заслуживает доверия по ряду причин: 1) намерением летописца именно в данном фрагменте его повествования было передать сведения, которые он считал истинными, почёрпнутыми из достоверной памяти. 2) сведения эти сохранились в династической традиции, которая большое значение придаёт началам династии 3) содержание „третьей повести“ не содержит легендарных (сказочных) элементов, при этом нельзя согласиться с обвинениями в том, что появляющиеся там имена вымышлены ибо 4) перечень имён у Галла находит своё подтверждение при сравнении его с аналогичными списками русских князей и чешских Пржемысловичей и 5) аутентичность списка Галла подтверждают результаты исследований начал польского государства, доказывающие, что не простираются они только лишь до властвования Мешко I».Оригинальный текст (пол.)Przekaz Galla o Piastach przedmieszkowych zasługuje na zaufanie aż z kilku względów: 1. intencją kronikarza właśnie w tym fragmencie jego relacji było przekazanie wiadomości, które uważał za prawdziwe, zaczerpnięte z wiernej pamięci, 2. wiadomości te przechowały się w tradycji dynastycznej przywiązującej dużą wagę do początków dynastii, 3. treść "trzeciej opowieści" nie zawiera elementów legendarnych (baśniowych), przy czym nie do przyjęcia jest zarzut zmyślenia występujących w niej imion, 4. lista imion u Galla znajduje poparcie poprzez porównanie jej z podobnymi listami książąt ruskich i czeskich Przemyślidów oraz 5. autentyczność listy Gallowej potwierdzają wyniki badań nad początkami państwa polskiego, wykazujące, że nie sięgają one dopiero panowania Mieszka I.

Не в пользу реальности существования Земовита говорят археологические исследования, согласно которым активное развитие государства полян началось в 20-е годы X века, так что правление Земовита, Лешека и Земомысла должно было быть очень коротким. Некоторые исследователи полагают, что приведённые в Хронике имена предков Мешко имеют символическое значение и могли быть выдуманы хронистом. Не исключено также, что в рассказе Галла выдумано только их княжение, в то время как имена действительно являются именами предков Мешко I.